# بين جونستون (لاعب اتحاد الرغبي)
بين جونستون (بالإنجليزية: Ben Johnston)‏ هو لاعب اتحاد الرغبي بريطاني، ولد في 8 نوفمبر 1978 في كلاتربريج ‏ في المملكة المتحدة.

## وصلات خارجية
- بين جونستون عل موقع إسبنسكروم (الإنجليزية)
- بين جونستون على موقع ItsRugby.co.uk (الإنجليزية)